# Proprietarismo
Il proprietarismo (in inglese propertarianism o proprietarianism) è una filosofia politica che riduce tutte le questioni etiche al diritto di proprietà. Esso sostiene la proprietà privata in base alle norme teorizzate da Locke, in cui un proprietario mantiene la sua proprietà più o meno fino a quando non acconsente a donarla o venderla.
Strettamente correlato e sovrapposto al libertarismo di destra, è spesso accompagnato dall'idea che la legge di monopolio statale dovrebbe essere sostituita da una legge generata dal mercato incentrata sui rapporti contrattuali. Gli ideali proprietaristi sono spesso citati a sostegno di una società di stampo minarchista o anarco-capitalista con sistemi di governo limitati all'applicazione dei contratti e della proprietà privata.
Secondo i suoi sostenitori, il proprietarismo è sinonimo di capitalismo.

## Storia
Il termine sembra essere stato coniato da Edward Cain nel 1963:
Dal momento che il loro uso della parola "libertà" si riferisce quasi esclusivamente alla proprietà, sarebbe utile se avessimo un'altra parola, come "proprietarismo", per descriverli. [...] La romanziera Ayn Rand non è affatto una conservatrice, ma afferma di essere molto rilevante. È una capitalista radicale ed è la più vicina a ciò che intendo con una vera proprietarista.
Lo studioso di storia americana Marcus Cunliffe definì il proprietarismo nelle sue lezioni del 1973 come "valori caratteristici della storia americana" per quanto riguarda la proprietà. David Boaz scrisse che "l'approccio del proprietarismo alla privacy", sia dal punto di vista morale che giuridico, ha garantito i diritti alla privacy degli americani.
Markus Verhaegh afferma che l'anarco-capitalismo rothbardiano sostiene l'idea neo-lockeana secondo cui la proprietà proviene legittimamente solo dal lavoro e può quindi legittimamente cambiare proprietario solo attraverso il commercio o il dono. Brian Doherty descrive la forma di libertarismo di Murray Rothbard come proprietarismo perché "ha ridotto tutti i diritti umani ai diritti di proprietà, a cominciare dal diritto naturale di proprietà".
L. Neil Smith descrive il proprietarismo come una filosofia libertaria positiva nei suoi romanzi di storia alternativa The Probability Broach (1980) e The American Zone (2002).

## Significati alternativi
Il politologo Hans Morgenthau usò il proprietarismo per caratterizzare la connessione tra proprietà e suffragio.

## Critiche
Nel romanzo di fantascienza I reietti dell'altro pianeta (1974), Ursula K. Le Guin, scrittrice e glottoteta di sinistra libertaria, ha contrastato una società statalista proprietarista con una società anarchica anti-proprietarista, nel tentativo di dimostrare che la proprietà e lo Stato oggettificano gli esseri umani.
Bookchin si oppose ai proprietaristi che si definiscono libertari.